# Бхага
Бха́га (санскр. भग, IAST: bhaga, «наделитель», а также «доля», «счастье», «имущество») — в индуистской мифологии божество класса Адитьев.
Бхаге посвящён один гимн в Ригведе (РВ VII, 41), само же имя встречается там более 60 раз. Бхага выступает в Ведах как воплощение счастья, владыка богатства и сокровищ (РВ II, 38), распределитель даров и удачи между людьми. Из-за его благосклонности к людям Бхага частый объект молитв, благословляя в то же время жертвы. Он посылает людям счастье, состоящее в достатке, плодородии, имеет эротические ассоциации — приносит эротическое счастье женщине в замужестве и счастье материнства. С этим связано его участие в свадебной церемонии (РВ X, 85) и дальнейшая связь с браком. Иногда Бхага как «Доля» фигурирует вместе с Аншей, то есть «Частью». Образ Бхаги в Ведах тесно связан с Солнцем, так как он правит светилом (РВ I, 136, 2), появляется вместе с Савитаром, а Ушас, богиня зари, является его сестрой. В «Тайттирия-брахмане» сказано, что Бхаге принадлежит созвездие Пурва-пхалгуни.
В позднейшей литературе Бхага теряет своё значение. Его имя становится синонимом богатства, славы и красоты. Обладатель же этих качеств — это бхагават, этим именем обозначается как бог, так и человек. В эпической литературе Бхага называется в числе прочих Адитьев. Но главным мифом, связанным с ним, становится история жертвоприношения Дакши, в котором рассказывается, как Шива, неприглашённый Дакшей, в гневе наносит увечья Адитьям, в частности, он ослепляет Бхагу, но потом, по его же просьбе, возвращает ему зрение.
Его авестийское соответствие служит для обозначения Ахурамазды и Митры.